# Gonarthrus hirtus
Gonarthrus hirtus är en tvåvingeart som först beskrevs av Mario Bezzi 1912.  Gonarthrus hirtus ingår i släktet Gonarthrus och familjen svävflugor.
Artens utbredningsområde är Malawi. Inga underarter finns listade i Catalogue of Life.